# مقیاس هری بنجامین
مقیاس هویت جنسی هری بنجامین تئوری ای قدیمی و رد شده از دسته بندی انواع هویت های جنسی است که دیگر مورد استفاده متخصصین قرار نمیگیرد و کاربردی ندارد.
این مقیاس توسط هری بنجامین برای دسته بندی و فهمیدن  انواع ترنس ها است که شامل هفت شاخص است (۳شاخص برای ترنسوستیت‌ها، ۳شاخص برای ترنسکشوال‌ها و یک شاخص برای مردان سیسجندر یا غیرترنس).
در مقیاس هری بنجامین، مقیاس دیگری نیز استفاده می‌شود که به ان مقیاس گرایش جنسی کینزی گفته می‌شود
ابتدا لازم است تا مقیاس کینزی را نشان دهیم

## مقیاس کینزی

مقیاس کینزی

- ۰. منحصراً دگرجنس گرا است و به هیچ عنوان همجنس گرا نیست
- ۱. غالباً دگرجنس گرا و به صورت ضمنی همجنسگرا است
- ۲. غالباً دگرجنس گرا و کمی همجنس گرا است
- ۳. هم دگرجنس گرا و هم همجنس گرا است (bisexual)
- ۴. غالباً همجنس گرا و کمی دگرجنس گرا است
- ۵. غالباً همجنس گرا و به صورت ضمنی دگرجنس گرا است
- ۶. منحصراً همجنس گرا است و به هیچ عنوان دگرجنس گرا نیست

لازم به ذکر است مقیاس کینزی بر اساس جنسیت منتسب شده هنگام تولد است. به عنوان مثال شماره ۵ به این معنا است که یک فرد اکثراً به همجنس خود گرایش دارد و بسیار کم به جنس مخالف فیزیک خود گرایش دارد. 

## مقیاس هری بنجامین

### حالت اول: ترنس وستیت (دگرپوش)
- جنسیت واقعی فرد: مردانه
- پوشش ظاهری و زندگی اجتماعی: پوشش مردانه، گاهی اوقات پوشش جنس مخالف و زندگی در نقش یک مرد معمولی
- رفتار جنسی فرد: یک دگرجنس خواه، bisexual یا یک همجنس خواه است و تغییر پوشش تنها برای فانتزی‌های ذهنی خودش است
- مقیاس کینزی: صفر تا ۶
- احتیاج به جراحی تغییر جنسیت: مایل به انجام ان نیست واحتیاجی ندارد
- احتیاج به هورمون درمانی: مایل به انجام ان نیست و احتیاجی ندارد
- احتیاج به روان درمانی: مایل به انجام ان نیست یا احتیاجی به ان ندارد
- نکته: تغییر پوشش به صورت کم و گهگاه انجام می‌دهد

### حالت دوم: ترنس وستیت (علاقه‌مند)
- جنسیت ذهنی فرد: مردانه
- پوشش ظاهری و زندگی اجتماعی: به صورت یک مرد زندگی می‌کند و و تغییر پوشش را به صورت دوره‌ای و در بعضی مواقع انجام می‌دهد، در زیر پوشش مردانه از پوشش زنانه استفاده می‌کند
- رفتار جنسی فرد: یک دگرجنس خواه و در بعضی مواقع به صورت خفیف bisexual. احساس گناه می‌کند و گاهی اوقات از این کار دست می‌کشد
- مقیاس کینزی: صفر تا ۲
- احتیاج به جراحی تغییر جنسیت: به هیچ عنوان
- احتیاج به  هورمون درمانی: به صورت خفیف علاقه‌مند است. استفاده از هورمون برای درمان این فرد مفید است
- احتیاج به روان درمانی: به ان احتیاج دارد و کمک می‌کند
- نکته: گاهی از رفتار زنانه و مردانه تقلید می‌کند و ممکن است اسم نیزبرای خود انتخاب کند

### حالت سوم: ترنس وستیت (واقعی)
- جنسیت ذهنی فرد: مردانه (ولی با عتقاد کمتری نسبت به حالت اول و دوم و شک به یقین)
- پوشش ظاهری و زندگی اجتماعی:همیشه از پوشش زنانه استفاده می‌کنند یا هر زمان موقعیت استفاده از پوشش زنانه داشته باشند این کار را انجام می‌دهند و اگر هیچ شانسی نداشته باشند در زیر پوشش مردانه از پوشش زنانه استفاده می‌کنند، تا حد امکان به صورت یک زن زندگی می‌کنند
- رفتار جنسی فرد: یک دگر جنس خواه، به جز زمانی که پوشش خود را عوض می‌کنند
- مقیاس کینزی: صفر تا ۲
- احتیاج به جراحی تغییر جنسیت:در حقیقت ان را رد می‌کند و مایل نیست ولی از فکر کردن به ان لذت می‌برد
- احتیاج به  هورمون درمانی: به عنوان یک تجربه و امتحان به ان علاقه دارد
- احتیاج به روان درمانی: معمولاً به درمان فرد کمک می‌کند
- نکته: ممکن است تصور کند ۲ شخصیت دارد. به ترنسکشوال بودن علاقه دارد

### حالت چهارم: ترنسکشوال (بدون جراحی)
- جنسیت ذهنی فرد: قاطع نیست. مردد است بین ترنس وستیت بودن و ترنسکشوال بودن
- پوشش ظاهری و زندگی اجتماعی: هرگاه فرصت کند به پوشش جنس مخالف در می‌اید تا مقداری از نارضایتی خود را کم کند. گاهی یک مرد و گاهی یک زن است
- رفتار جنسی فرد: حس جنسی کم دارد، ممکن است حتی دچار بی میلی جنسی باشد، تا حدودی نارضایتی جنسی دارد، ممکن است یک bisexual باشد. حتی ممکن است ازدواج کند و بچه دار شود
- مقیاس کینزی: ۱ تا ۴
- احتیاج به جراحی تغییر جنسیت: به ان علاقه دارد ولی هیچ‌گاه تقاضای انجام ندارد
- احتیاج به  هورمون درمانی: به ان نیاز داد تا رفتار و احساسات خود را به حالت نرمال بازگرداند
- احتیاج به روان درمانی: تنها برای راهنمایی و گرنه یا ان را نمی‌پذیرد یا تاثیری نخواهد داشت
- نکته: زندگی اجتماعی وی شدیداً تحت تاثیر از محیط زندگی شخص است

### حالت پنجم: ترنسکشوال واقعی (با شدت متوسط)
- جنسیت ذهنی فرد: زنی که در جسم مردانه اسیر شده‌است
- پوشش ظاهری و زندگی اجتماعی: تا حد امکان به صورت یک زن با مسئولیت‌های اجتماعی یک زن زندگی می‌کند و پوش زنانه تا حدودی نارضایتی وی را کم می‌کند و نارضایتی جنسی دارد
- رفتار جنسی فرد: حس جنسی کم دارد غالباً به همجنس گرایی کشش دارد (منظور هم جنس فیزیکی است یعنی به مرد گرایش دارد)
- مقیاس کینزی: ۴ تا ۶
- احتیاج به جراحی تغییر جنسیت: برای ان درخواست می‌دهد و ان را اعلام می‌کند
- احتیاج به هورمون درمانی: برای تغییر ظاهر و مقدمه جراحی تغییر جنسیت به ان احتیاج دارد
- احتیاج به روان درمانی: ان را رد می‌کند و هیچ تاثیری بر وی ندارد و تنها به مشاوره برای راهنمایی گوش می‌دهد
- نکته: در ارزوی جراحی تغییر جنسیت است و برای ان تلاش می‌کند

### حالت ششم: ترنسکشوال واقعی (با شدت بالا)
- جنسیت ذهنی فرد: زنانه، با وجود تمام وارونگی‌های فیزیکی
- پوشش ظاهری و زندگی اجتماعی: تا حد امکان به صورت یک زن و مسئولیت‌های اجتماعی یک زن زندگی می‌کند و نارضایتی جنسی شدید دارد و پوشش زنانه وی را کاملاً راضی نمی‌کند
- رفتار جنسی فرد: شدیداً و تنها  مایل به رابطه عاشقانه با یک مرد به عنوان یک زن معمولی است، ممکن است ازدواج کند و مایل به بچه دار شدن است
- مقیاس کینزی: ۶
- احتیاج به جراحی تغییر جنسیت: مصرانه و شدیداً مایل به انجام ان است و در اکثر مواقع به ان دست پیدا می‌کند
- احتیاج به هورمون درمانی: برای ارامش و راحتی به ان نیاز دارد (تغییر صفات ثانویه)
- احتیاج به روان درمانی:  تنها برای ارامش و راهنمایی
- نکته: از اندام‌های جنسی مردانه خود به شدت نفرت دارد و در صورت نا امید شدن از تغییر جنسیت ممکن است اقدام به قطع عضو و صدمه به خود کند

هری بنجامین در ادامه یاداور می‌شود که این حالات قطعاً شش نوع نیست و ممکن است حالات دیگری نیز باشد که شفاف و واضح نیستند
دیدگاه‌ها مدرن در مورد مسایل هویت جنسی با دیدگاه هری بنجامین متفاوت است و گرایش جنسی را به عنوان معیار تفاوت ترنس وستیت و ترنسکشوال حذف کرده‌اند. و همچنین ترنس وستیت علاقه‌مند (حالت دوم) را از این طیف حذف کرده‌اند و به عنوان پدیده‌ای مجزا ان را بررسی می‌کنند ولی با این وجود مقیاس بنجامین هنوز مقیاس قوی برای دسته بندی ترنسکشوالها و ترنسوستیت‌ها است
همانطور که مشاهده شد ترنسهای واقعی تنها به حالت پنجم و ششم گفته می‌شود و حالتهای دیگر با وجود شباهت زیاد به ترنسها تفاوت‌های اساسی زیادی دارند و به عنوان ترنسکشوال شناخته نمی‌شوند.
در ادیان الهی، اسلام  تنها حالت‌های پنجم و ششم را تایید کرده و حکم به بلامانع بودن تغییر جنسیت در این افراد را داده‌است و متأسفانه مسیحیت و یهود  هیچ یک از این حالت‌ها را تایید نمی‌کنند